# یونگوونسان
یونگوونسان (به لاتین: Jungwonsan) یک کوه در کره جنوبی است که در کره جنوبی واقع شده‌است. یونگوونسان ۸۰۰ متر بالاتر از سطح دریا واقع شده‌است.